# Kepler-1649 c
Kepler-1649 c è un pianeta roccioso in orbita attorno alla nana rossa Kepler-1649, distante circa 300 anni luce dalla Terra.
Nell'aprile del 2020, Jeff Coughlin, direttore del K2 Science Office del SETI, lo ha descritto come «il pianeta più simile alla Terra» trovato fino ad allora dal telescopio spaziale Kepler.

## Scoperta
Il sistema di Kepler-1649 è stato osservato dal telescopio spaziale Kepler per 756 giorni tra il 2010 e il 2013. Le osservazioni condussero nel 2017 all'annuncio della scoperta del pianeta più interno presente nel sistema, Kepler-1649 b. I transiti del secondo pianeta furono, in effetti, anch'essi osservati e condussero ad una segnalazione di possibile scoperta, ma furono successivamente interpretati come un falso positivo dall'algoritmo di analisi automatica dei dati. Un'ulteriore analisi dei dati ha infine condotto nel 2020 alla conferma dell'esistenza del pianeta.

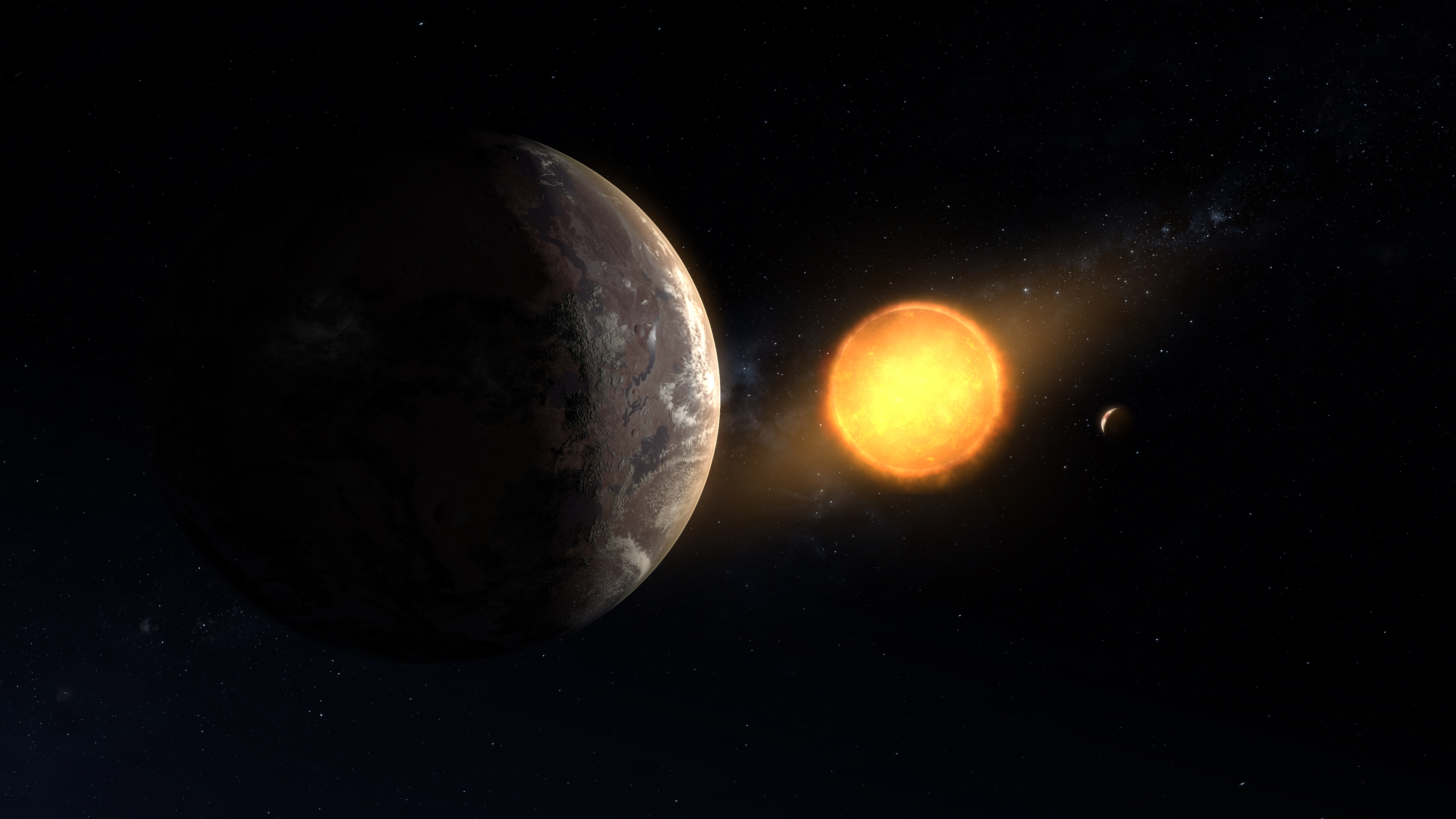
Rappresentazione di Kepler-1649 c in orbita attorno alla sua stella

## Stella
Kepler-1649 è una nana rossa di tipo M, con un raggio pari a circa un quarto di quello del nostro Sole. I pianeti orbitanti confermati sono due, Kepler-1649 b, molto simile a Venere per dimensioni e orbita, e Kepler-1649 c.

## Caratteristiche

### Raggio e orbita
L'esopianeta è stato identificato come un pianeta roccioso, molto simile alla Terra in termini di dimensioni. Il suo raggio è infatti 1,06 volte quello terrestre. Kepler-1649 c impiega 19,5 giorni terrestri per orbitare attorno alla sua stella Kepler-1649, una nana rossa di tipo M, e orbita all'interno della sua zona abitabile.

### Clima

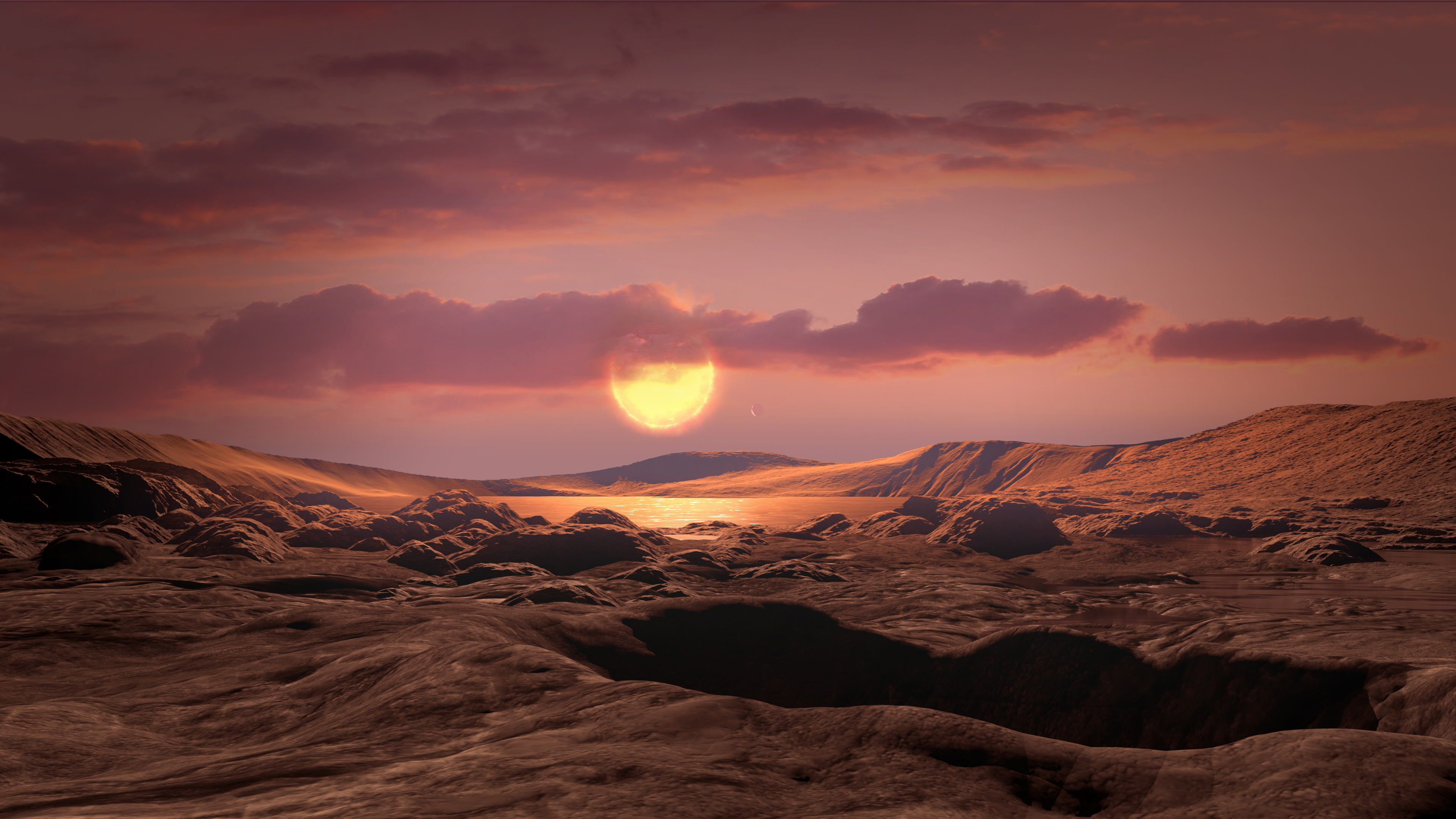
Rappresentazione artistica della stella Kepler-1649 vista dalla superficie del pianeta.

Si sa molto poco del clima di Kepler-1649 c. L'esopianeta riceve dalla sua stella il 75% della radiazione che la Terra riceve dal Sole; si pensa, quindi, che la temperatura superficiale potrebbe essere molto simile a quella terrestre, tale da consentire l'esistenza dell'acqua allo stato liquido. Non è ancora chiaro quale sia la sua composizione atmosferica.

## Abitabilità
Nonostante orbiti all'interno della sua zona abitabile, non è provato che Kepler-1649 c possa contenere sulla sua superficie acqua allo stato liquido, a causa della mancanza di informazioni dettagliate sulla sua atmosfera; inoltre i frequenti brillamenti che caratterizzano le nane rosse potrebbero ostacolare pesantemente lo sviluppo della vita sul pianeta.
Il Planetary Habitability Laboratory dell'Università di Porto Rico ad Arecibo indica che il pianeta ha un ESI (indice di similarità terrestre) di 0,92, il terzo ESI più alto dopo Teegarden b e TOI-700 d.